# Kabatabandha
Kabatabandha es una ciudad censal situada en el distrito de Jajpur en el estado de Odisha (India). Su población es de 4080 habitantes (2011). Se encuentra a 75 km de Bhubaneswar y a 53 km de Cuttack.

## Demografía
Según el censo de 2011 la población de Kabatabandha era de 4080 habitantes, de los cuales 2077 eran hombres y 2003 eran mujeres. Kabatabandha tiene una tasa media de alfabetización del 87,01%, superior a la media estatal del 72,87: la alfabetización masculina es del 93,68%, y la alfabetización femenina del 80,11%.